# Echinocamptus schroderi
Echinocamptus schroderi är en kräftdjursart som först beskrevs av Douwe.  Echinocamptus schroderi ingår i släktet Echinocamptus och familjen Canthocamptidae. Inga underarter finns listade i Catalogue of Life.